# Société des autoroutes Esterel-Côte d’Azur
ESCOTA, Société de autoroutes Esterel, Côte d’Azur, Provence, Alpes (pl. Towarzystwo autostrad Esterel, Lazurowe Wybrzeże, Prowansja, Alpy) – jedno z francuskich przedsiębiorstw zarządzających autostradami.
ESCOTA jest najstarszą tego typu firmą we Francji. Firmę założono w 1956 roku, obecnie jest filią firmy ASF.
Jest to pierwsza firma, która wprowadziła na swoich autostradach system télépéage.

## Sieć autostrad
ESCOTA zarządza siecią autostrad o długości 459 km, głównie na południowym zachodzie Francji. Sieć ta składa się z następujących autostrad:
- A8 z Aix-en-Provence do Mentony
- A50 z Aubagne do Tulonu
- A51 z Venelles do Tallard
- A52 z La Barque do Aubagne
- A57 z La Farlède do Le Luc
- A520 na północ od Aubagne